# Дворец имени Гейдара Алиева
Дворец имени Гейдара Алиева (азерб. Heydər Əliyev Sarayı) — концертный комплекс в столице Азербайджана, в городе Баку. Расположен на территории Насиминского района, на проспекте Бюльбюля. Концертная сцена дворца считается самой большой сценой в республике. Здесь наряду с концертами и другими культурными программами проводятся также государственные мероприятия. Так, церемонии инаугурации президентов Азербайджана Гейдара Алиева в 1993 и 1998 годах, а также Ильхама Алиева в 2003 и 2008 годах проводились в этом дворце.

## История
Дворец функционирует с 14 декабря 1972 года как «Дворец имени В. И. Ленина». В 1991 году был переименован во «Дворец Республики». Согласно указу президента Азербайджана Ильхама Алиева от 10 марта 2004 года был переименован во «Дворец имени Гейдара Алиева».
В 2007—2008 годах дворец подвергся основательной реконструкции — был оснащён новейшим оборудованием, были произведены изменения во внешнем облике здания, и 16 октября дворец был сдан в эксплуатацию. 24 октября 2008 года во дворце состоялась инаугурация президента Азербайджана Ильхама Алиева. Официальное же открытие реконструированного дворца состоялось 5-6 ноября 2008 года концертом народной артистки СССР Зейнаб Ханларовой.

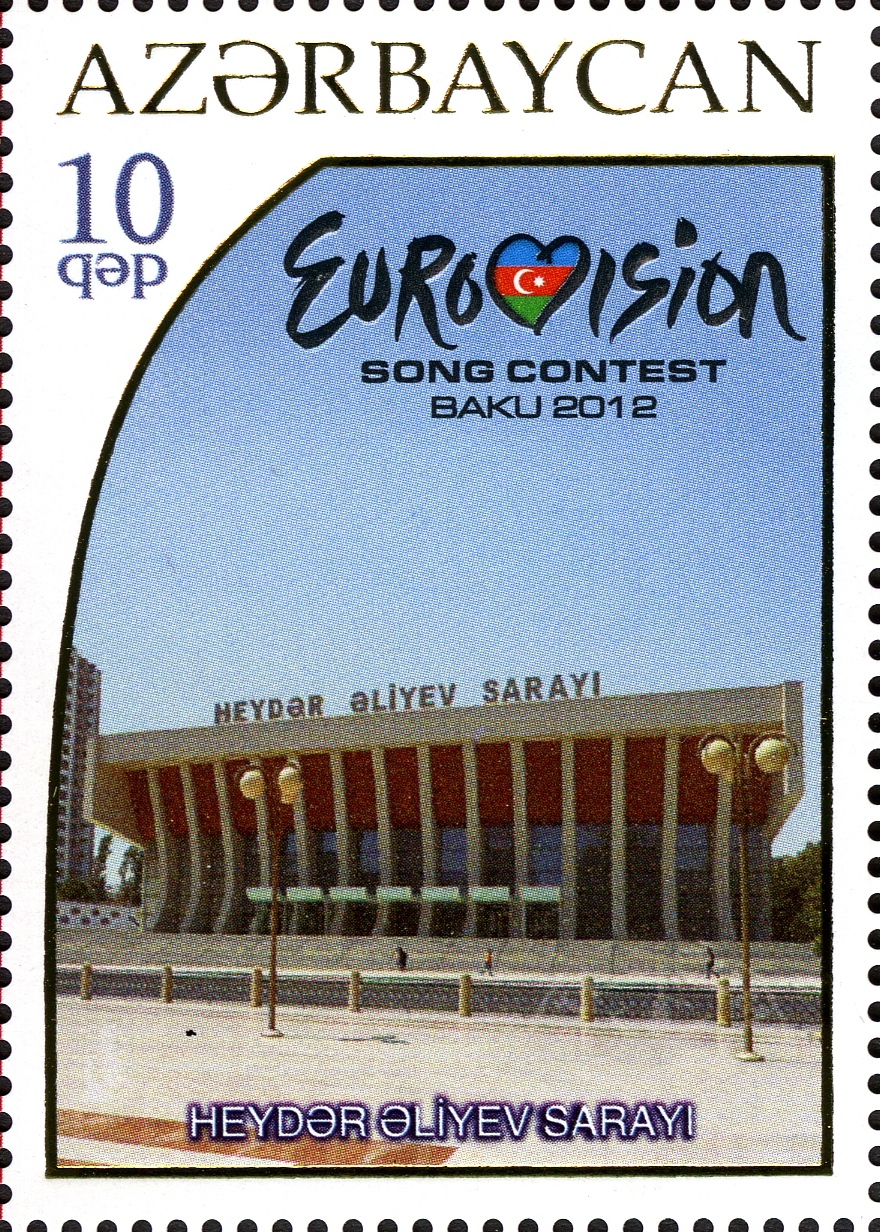
Почтовая марка Азербайджана, 2012
Макет в Культурном центре Гейдара Алиева
Макет в Культурном центре Гейдара Алиева (вид с обратной стороны)